# Référendum sur l'indépendance de l'Azerbaïdjan
Le référendum azerbaïdjanais de 1991 est un référendum ayant eu lieu le 29 décembre 1991 en Azerbaïdjan. Il porte sur l'indépendance du pays. La participation est de 95,3 %. Le sondage a été remporté à 99,8 %.